# Aeroportul Yagoua
Aeroportul Yagoua (IATA: GXX, ICAO: FKKJ) este un aeroport din Provincia Extrem Nord, Camerun ce deservește zona Yagoua⁠(d). A fost numit după zona deservită.
Situat la o altitudine de 329 m, aeroportul dispune de o singură pistă.